# TVB Stuttgart
TVB Stuttgart är en handbollsklubb från Waiblingen i Tyskland, grundad 1898. Klubben grundades som TV Bittenfeld, men handbollsklubben bytte namn till TVB Stuttgart, eller TVB 1898 Stuttgart, år 2015.

## Spelartrupp
| Nr | Land     | Pos | Namn                    |
| -- | -------- | --- | ----------------------- |
|    | Sverige  | MV  | Tobias Thulin           |
| 12 | Tyskland | MV  | Finn Hummel             |
| 22 | Tyskland | MV  | Nick Lehmann            |
|    | Danmark  | H6  | Sebastian Augustinussen |
|    | Ungern   | M9  | Egon Hanusz             |
| 3  | Tyskland | M9  | Max Häfner              |
| 4  | Island   | M9  | Elvar Ásgeirsson        |
| 6  | Tyskland | V9  | Dominik Weiß            |
| 11 | Sverige  | V9  | Adam Lönn               |

| Nr | Land           | Pos | Namn                 |
| -- | -------------- | --- | -------------------- |
| 14 | Tyskland       | V6  | Alexander Schulze    |
| 17 | Schweiz        | M6  | Samuel Röthlisberger |
| 18 | Tyskland       | V6  | Dominik Keim         |
| 23 | Tyskland       | H6  | Luis Foege           |
| 25 | Tyskland       | V6  | Patrick Zieker       |
| 27 | Tyskland       | H9  | Jerome Müller        |
| 30 | Tyskland       | H6  | Sascha Pfattheicher  |
| 44 | Nordmakedonien | M6  | Žarko Peševski       |
| 73 | Island         | H9  | Viggó Kristjánsson   |